# Rudolph Walker
Rudolph Malcolm Walker, OBE (San Juan, 28 de setembro de 1939), é um ator de Trindade e Tobago, melhor conhecido por seus papéis na televisão Britânica. Ele foi o primeiro ator negro a aparecer em uma grande série de TV britânica, em seu papel como Bill na sitcom dos anos 1970 Amarás o Teu Próximo (co-estrelado por companheiros de Trinidad Nina Baden-Semper), levando a uma longa e variada carreira de ator. Atualmente, ele é mais conhecido como Patrick true man na novela da BBC One, EastEnders, na qual atua desde 2001.

## Início da vida e emigração
Rudolph Walker nasceu em San Juan, Trindade, e começou a atuar como uma criança de oito anos na escola primária, indo para se juntar à oficina de teatro de Trinidade de Derek Walcott como seu membro mais jovem. Com o objetivo de promover a sua carreira, ele deixou a ilha com 20 anos de idade, em 1960. Ele planejava ir para os Estados Unidos, onde tinha conexões, mas o ator Errol John — que já havia migrado para a Grã-Bretanha mas estava em Trinidad fazendo uma peça de teatro — o convenceu a ir para o reino unido, onde o treinamento foi superior.

## Carreira
O primeiro grande papel de Walker na televisão foi como um policial no drama britânico The Wednesday Play, no episódio intitulado "Fable" (exibido em 27 de janeiro de 1965). Ele é conhecido por seus papéis cômicos em amarás o Teu Próximo (Thames Television), A Fina Linha Azul, estrelado por Rowan Atkinson, e Ali G Indahouse. Ele também apareceu em Doctor Who, em 1969, série Os Jogos de Guerra, e também no Império de Estrada no final dos anos 1970. Ele foi um dos primeiros atores negros a ser visto regularmente na televisão Britânica, e por isso sempre se orgulhou de seu papel no controverso amarás o Teu Próximo, que se prolongou por sete séries, a partir de 1972 a 1976.
Ele apareceu no primeiro episódio de No Ônibus, "O Início de Mudança" (1969), e o primeiro episódio de Mr. Bean como O "Examinador" (1990). Seus outros papéis notáveis incluíram como o advogado Larry Scott na série 1985 Black Silk da BBC, por Seda Preta, por Mustapha Matura e Rudy Narayan. Desde 2001, ele interpreta Patrick Trueman na telenovela da BBC One EastEnders e em 2010 ele apareceu na série spin-off da Internet EastEnders: E20. Ele também estrelou em uma comédia da BBC One chamada A se Agacha, sobre uma família de Walworth, no sudeste de Londres. Ele jogou o avô para todas as estações (2003-05).
Embora a maior parte de seu trabalho tem sido na televisão, ele já apareceu em vários filmes, incluindo 10 Rillington Place, Rei Ralph (junto com seu Amor o Teu Próximo co-estrela, Jack Smethurst), e Deixá-lo tê-lo. No palco, ele apareceu na primeira produção de Mustapha Matura's Jogo Mas no Royal Court Theatre, em 1974, e interpretou o personagem titular em produções teatrais de Shakespeare Otelo, dirigido por David Thacker e Charles Marowitz, e também Caliban em uma produção de A Tempestade, dirigido por Jonathan Miller. Ele também foi Gower em Thacker de 1989 a produção de Péricles, Príncipe de tiro.
Ele também atuou com Diane Parish em Lovejoy (estrelado por Ian McShane), onde eles fizeram pai e filha.
Walker também emprestou sua voz para a versão americana dublada da popular série televisiva britânica Teletubbies, Teletubbies, na qual ele narra as seqüências de abertura e fechamento.
Walker tornou-se Oficial da Ordem do Império Britânico , em 2006, por seus serviços para o drama. Uma biografia para crianças sobre ele, escrito por Verna Wilkins, foi publicado pela Tamarindo Livros em 4 de setembro de 2008.
Em 2018, ele foi agraciado com o Prêmio trajetória no British Soap Awards.

## A Fundação Rudolph Walker
No aniversário de 70 anos de Walker, ele lançou uma nova fundação, The Rudolph Walker Foundation, cujos objetivos são ajudar e oferecer oportunidades e incentivos para jovens desfavorecidos que estão iniciando uma carreira de entretenimento. A Fundação administra o Prêmio de Teatro Inter-Escolar de Rudolph Walker (RWiSDA), concorrido pelas escolas de Londres.Além disso, o Role Model Award de Rudolph Walker (RWRMA) é apresentado a estudantes excepcionais que contribuíram com algo especial, como demonstrar liderança positiva, uma boa influência para seus pares e outros, e um modelo dentro da escola.

## Filmografia
- As Bruxas (1966) - Marca (uncredited)
- No Ônibus (1969) - George
- Doctor Who (1969) - Harper
- Todos o Direito de Ruídos (1971) - Gordon
- Olá, Ontem (1971) - Homem+E (uncredited)
- 10 Rillington Place (1971) - West Indian
- O Problema com a 2B (1972)
- Universal Soldier (1972) - Mbote
- Divorciar-Se Da Sua, O Divórcio Dela (1973) - Kaduna
- Um Caloroso de dezembro de (1973) - Papel Menor (uncredited)
- Amarás O Teu Próximo (1973) - Bill Reynolds
- Menina Avc Menino (1973) - Mr Delaney
- Homem Sobre a Casa (1974) - Rudolph Walker
- Spaghetti House (1982) - Comandante Martin
- Preto De Seda (1985) - Larry Scott
- Mr. Bean (1990) - O Invigilator
- As Incríveis Aventuras de Mr. Bean (1990) - (voz)
- King Ralph (1991) - o Rei Mulambon do Zambeze
- Deixá-Lo Tê-Lo (1991) - West Indian Driver
- Bodger & Badger (1991) - Sr. Valentino
- Bhaji na Praia (1993) - Leonardo Batista
- Nunca julgue um Livro pela Capa (1993) - Conde de Taylor
- A Fina Linha Azul (1995-1996) - P. C. Frank Gladstone
- Gárgulas (1996) - Líder Tribal (voz; Episódio: "a Marca da Pantera")
- Teletubbies (1997) - Vozes Adicionais / Masculino Trombeta de Voz (voz)
- A Casa de Angelo (1997) - Somers
- EastEnders (2001–presente) - Patrick true man
- Ali G Indahouse (2002) - O Presidente Mwepu
- O Feedback (2003-05) - Vovô Langley Crouch
- Atingido por Seis (2007) - Colin Thompson
- EastEnders: E20 (2010) - Patrick True Man
- Celebridade Antiguidades Viagem (2012) - Si (Participante)
- Invasão de 1897 (2014)[15][16][17]